# Черчмен, Чарльз Уэст
Чарльз Уэст Черчмен (англ. Charles West Churchman, 29 августа 1913 — 21 марта 2004) — американский философ и системный аналитик, профессор Школы делового администрирования и профессор исследования проблем мира и конфликтологии Калифорнийского университета в Беркли. Он был всемирно известен благодаря новаторской работе в области исследования операций, системного анализа и этики.

## Биография
Чарльз Уэст Черчмен родился в 1913 году в Маунт-Эйри, Филадельфия, в семье Кларка Уортона Черчмена и Хелен Норы Фасситт, потомков семьи Филадельфии Мейн Лайн. Его первой интеллектуальной любовью стала философия, которая пленила Черчмена до конца жизни. Он изучал философию в Пенсильванском университете, где был принят в братство Зета-пси. В 1935 году он получил степень бакалавра, в 1936 году — степень магистра, а в 1938 году — ученую степень доктора философии. Одним из его учителей был Эдгар А. Сингер, который учился в Гарварде у философа и психолога Уильяма Джеймса.
Прежде чем закончить свою диссертацию, в 1937 году он стал преподавателем философии в Университете Пенсильвании. По окончании обучения он был назначен доцентом в университете. Во время Второй мировой войны Чарльз Уэст Черчмен возглавлял математическую секцию Американской артиллерийской лаборатории в Арсенале Франкфорда в Филадельфии, там же он разработал способ испытания боеприпасов и детонаторов для стрелкового оружия на основе статистических методов биоанализа. Он также исследовал теорию детонации, применяя высокоскоростную фотографию. В 1945 году в Пенсильвании он был избран председателем философского факультета. В 1951 году Чарльз Уэст Черчмен переехал в Кейсовский университет Западного резервного района в Кливленде, штат Огайо, и до 1957 года он был профессором инженерного управления в Кейсе. В 1957 году он поступил на факультет Калифорнийского университета в Беркли и оставался там как почетный профессор даже после своей отставки.
В 1946-1954 годах он был секретарем и председателем программы Американской ассоциации философии науки. Он является членом Американской ассоциации по развитию науки. Чарльз Уэст Черчмен был одним из основателей TIMS (Система Управления Информацией Преподавателя) и в 1962 году стал ее девятым президентом. В 1989 году Чарльз Уэст Черчмен был также избран президентом Международного общества наук о системах.
Начиная с 1948 года в течение длительного периода Чарльз Уэст Черчмен издавал журнал «Философия науки». В 1954 году он также стал первым главным редактором журнала Management Science.
Чарльз Уэст Черчмен был процитирован Ноамом Хомским как единственный профессор, у которого он чему-то научился, будучи студентом. Европейскими учениками Чарльза Уэст Черчмана являются Вернер Ульрих и Христо Иванов, которые развивали его работу в смежных областях и способствовали ее распространению в Европе.
Чарльз Уэст Черчман умер в 2004 году в Болинасе, штат Калифорния.

## Карьера
Чарльз Уэст Черчман внес значительный вклад в области науки управления, исследования операций и теории систем. В течение всей своей карьеры, длившейся шесть десятилетий, Чарльз Уэст Черчман исследовал широкий спектр тем, таких как бухгалтерский учет, управление научными исследованиями и разработками, городское планирование, образование, психическое здоровье, исследование космоса и изучение мира и конфликтологии.
Чарльз Уэст Черчман получил международное признание благодаря своей Радикальной концепции включения этических ценностей в операционные системы. Хасан Озбекхан, его друг, в докладе The Predicament of Mankind, обращенному к Римскому клубу, предложил теорию о том, что этические ценности включены в 49 непрерывных критических проблем, составляющих глобальную проблематику. Предложение было отклонено, потому что оно было «слишком гуманистическим».

## Личная жизнь
Его жена Глория Черчман умерла в 2009 году. У профессора Черчмена и Глории Черчмен остались сын Дэниел Уортон Черчмен (Джош) из Болинаса, его невестка Джой Черчмен и двое внуков, Дженна и Кайл Черчмен.
О своем муже она говорила:
- «Академическая философия не удовлетворяла его. Он требовал, чтобы философия имела смысл в мире. Он хотел внести в науку этический аспект. И он действительно сделал свою работу, чтобы напомнить всем этим руководителям, что у них есть этические обязанности.»
- «Он был потрясающим учителем. Люди будут стекаться в его класс.»
- «Он всегда держал всех на краешке стула, потому что был очень, очень интересным лектором. У него были ученики отовсюду, со всего мира.»

## Достижения
Среди наград Чарльз Уэст Черчман — премия Академии менеджмента за лучшую книгу в области менеджмента и премия McKinsey Book Award, обе получены в 1968 году. В 1965 году он был избран членом Американской статистической ассоциации. Его работа была также удостоена трех почетных докторских степеней, присужденных ему Вашингтонским университетом в Сент-Луисе в 1975 году, Лундским университетом в Швеции в 1984 году и Университетом Умео в Швеции в 1986 году.
В 1983 году Чарльз Уэст Черчман получил Berkeley Citation, одну из самых высоких наград кампуса. В 1999 году он получил премию LEO за выдающиеся достижения в области информационных систем. Он был избран в 2002 году действительным членом Института исследований операций и наук об управлении.
Мемориальная премия Чарльза Уэст Черчмана была учреждена в 2014 году.

## Публикации
В общей сложности Чарльз Уэст Черчман написал около 15 книг, а также отредактировал примерно 9 книг.
- 1938, К общей логике высказываний, диссертация.
- 1940, Элементы Логики и Формальной Науки, JB Lippincott Co., Нью-Йорк.
- 1940, Евклид, оправданный от всех недостатков, переводчик, Saccheri’s.
- 1946, Психология, с Расселом Л. Акоффом.
- 1948, Теория экспериментального вывода, Macmillan Publishers, Нью-Йорк.
- 1950, Методы исследования: Введение в философию и научный метод, с Расселом Л. Акоффом, Образовательные публикации, Сент-Луис, Миссури, Миссури.
- 1956, Расходы, коммунальные услуги и ценности, разделы I и II.
- 1957, Введение в исследование операций, с Расселом Л. Акоффом и Э. Л. Арноффом, Дж. Вили и сыновьями, Нью-Йорк.
  - Черчмен У., Акофф Р., Арнофф Л. Введение в исследование операций = Introduction to Operations Research. — М.: Наука, 1968. — 488 с.
- 1960, Прогнозирование и оптимальное решение, Прентис Холл, Энглвудские скалы, Нью-Джерси.
- 1968, вызов разуму, МакГроу-Хилл, Нью-Йорк.
- 1968/1979, Системный подход, Delacorte Press, Нью-Йорк.
- 1971, Проектирование запрашивающих систем, Основные понятия систем и организаций, Basic Books, Нью-Йорк.
- 1975, Мышление для принятия решений: дедуктивные количественные методы, Science Research Associates, Чикаго, Иллинойс.
- 1979, Системный подход и его враги, Basic Books, Нью-Йорк.
- 1982, Мысль и Мудрость; Лекции Gaither, Публикации Intersystems, Побережье, Калифорния.

Книги под редакцией Чарльза Уэста Черчмена:
- 1947, Измерение потребительского интереса, изд. с Расселом Л. Акоффом и М. Ваксом.
- 1959, Измерение: определения и теории, под ред. с П. Ратушем.
- 1959, «Опыт и размышления» Эдгара Сингера-младшего, изд.
- 1960, Management Sciences, ed. с М. Верхулстом.
- 1975, Systems and Management Annual 1975, ed.
- 1976, Методы и теории проектирования, изд.
- 1976, World Modeling: A Dialogue, ed. с РО Мейсон.
- 1984, Управление природных ресурсов: введение новой методологии развития менеджмента, под ред. с А. Х. Розентом и С. Г. Смитом.
- 1989, Благосостояние организаций, изд.
- 2011, Перманентная революция в науке. Ричард Л. Шанк и Ч. Уэст Черчмен (переиздание книги 1954 г.). Нью-Йорк, Философская библиотека, Введение С. Уэст Черчмен.